# The Christmas Collection
The Christmas Collection é o álbum de estúdio feito pelo grupo de pop-ópera Il Divo. O álbum é uma coleção de músicas de Natal ou de inspiração por elas. Foi lançado em 25 de outubro de 2005 em sete países: Estados Unidos, Canadá, Áustria, Eslovênia, Holanda, Suécia e Finlândia.
The Christmas Collection também foi o álbum natalino mais vendido de 2005 nos Estados Unidos de acordo com números de vendas da Nielsen/SoundScan, com vendas totais de 544 mil cópias naquele ano.
Em 8 de janeiro de 2007, The Christmas Collection obteve certificado de platina pela Recording Industry Association of America pela expedição de um milhão de cópias nos EUA.
| Críticas profissionais                                                      | Críticas profissionais |
| Avaliações da crítica                                                       | Avaliações da crítica  |
| Fonte                                                                       | Avaliação              |
| --------------------------------------------------------------------------- | ---------------------- |
| Allmusic                                                                    | [ 3 ]                  |
| Amazon.com                                                                  | [ 4 ]                  |
| Rate Your Music                                                             | [ 5 ]                  |
| Esta tabela precisa de ser acompanhada por texto em prosa. Consulte o guia. |                        |

## Lista de faixas
1. "O Holy Night"
2. "White Christmas"
3. "Ave Maria"
4. "When a Child Is Born"
5. "Adeste Fideles (O Come All Ye Faithful)"
6. "Over the Rainbow"
7. "Panis Angelicus"
8. "Rejoice"
9. "Silent Night"
10. "The Lord's Prayer"

## Listas de popularidade e certificações
| País           | Prêmios       | Posição |
| Canadá         | Duplo Platina | #1      |
| Estados Unidos | Platina       | #14     |
| Eslovênia      |               | #3      |
| Países Baixos  |               | #4      |
| Suécia         |               | #4      |
| Finlândia      |               | #11     |
| Austrália      |               | #18     |